# اولگ لیسوهور
اولگ لیسوهور (به انگلیسی: Oleh Lisohor) (زادهٔ ۱۷ ژانویهٔ ۱۹۷۹) شناگر اهل اوکراین است.